# National League (parti)
National League (Ligue nationale) est un parti politique actif en Irlande de 1926 à 1931. 

## Histoire
Il est fondé en 1926 par William Redmond et Thomas O'Donnell à l'appui du traité anglo-irlandais, une relation étroite avec le Royaume-Uni, une adhésion continue au Commonwealth britannique et une politique budgétaire conservatrice,.
La discorde politique associée au gouvernement minoritaire du Cumann na nGaedheal déclenche les élections générales de septembre 1927. Seuls deux députés du parti sont élus, Redmond et James Coburn. La tension financière de deux élections générales en quatre mois fait des ravages au sein des petits partis et la National League déclare faillite en 1928. Elle est dissoute en 1931,.